# Halichoeres melanotis
Halichoeres melanotis là một loài cá biển thuộc chi Halichoeres trong họ Cá bàng chài. Loài này được mô tả lần đầu tiên vào năm 1890.

## Từ nguyên
Từ định danh melanochir được ghép bởi hai âm tiết trong tiếng Hy Lạp cổ đại, mélanos (μέλανος; "đen") và otós (ὠτός; "lỗ tai"), hàm ý đề cập đến đốm đen lớn trên nắp mang của loài cá này.

## Phạm vi phân bố và môi trường sống
H. melanotis được phân bố dọc theo bờ biển Đông Thái Bình Dương, từ bán đảo Baja California và vịnh California trải dài đến Colombia, bao gồm quần đảo Revillagigedo và quần đảo Galápagos ngoài khơi. H. melanotis sống trên nền đáy cát và đá gần các rạn san hô ở độ sâu khoảng 5–40 m.

## Mô tả
H. melanotis có chiều dài cơ thể lớn nhất được ghi nhận là 15 cm. Cá cái màu nâu lục hoặc nâu đỏ (trắng hơn ở bụng) và có thể có vài vạch màu sẫm ở nửa thân trên. Có một đốm đen nằm ở ngay góc của nắp mang và một đốm đen khác ở gốc vây đuôi (đốm đuôi biến mất ở cá đực). Bụng ửng hồng với các vạch xiên màu trắng. Cá đực màu nâu xám, hai bên đầu có các sọc chấm màu xanh lam. Vảy trên cơ thể cũng có nhiều đốm xanh. Cá con màu vàng tươi với một đường sọc ngang màu đen giữa thân; một sọc đen khác hẹp hơn dọc theo gốc vây lưng.
Số gai ở vây lưng: 9; Số tia vây ở vây lưng: 12; Số gai ở vây hậu môn: 3; Số tia vây ở vây hậu môn: 12; Số tia vây ở vây ngực: 12–13; Số gai ở vây bụng: 1; Số tia vây ở vây bụng: 5; Số vảy đường bên: 27.